# Guêpe germanique
Vespula germanica
Espèce
La guêpe germanique ou guêpe européenne, Vespula germanica, est une espèce de guêpes sociales, présente dans la plupart des pays de l’hémisphère nord.
Originaire d'Europe, d’Afrique du Nord et d'Asie de l'Ouest, elle a également été introduite en Amérique du Nord, en Australie et en Nouvelle-Zélande, et en Afrique du Sud. Cette guêpe fait partie de la famille des Vespidae (ordre des hyménoptères). Elle construit un nid en papier de couleur grisâtre (mais la guêpe à papier, Polistes fuscatus, est une autre espèce, une guêpe américaine de la sous-famille des Polistinae).

## Identification

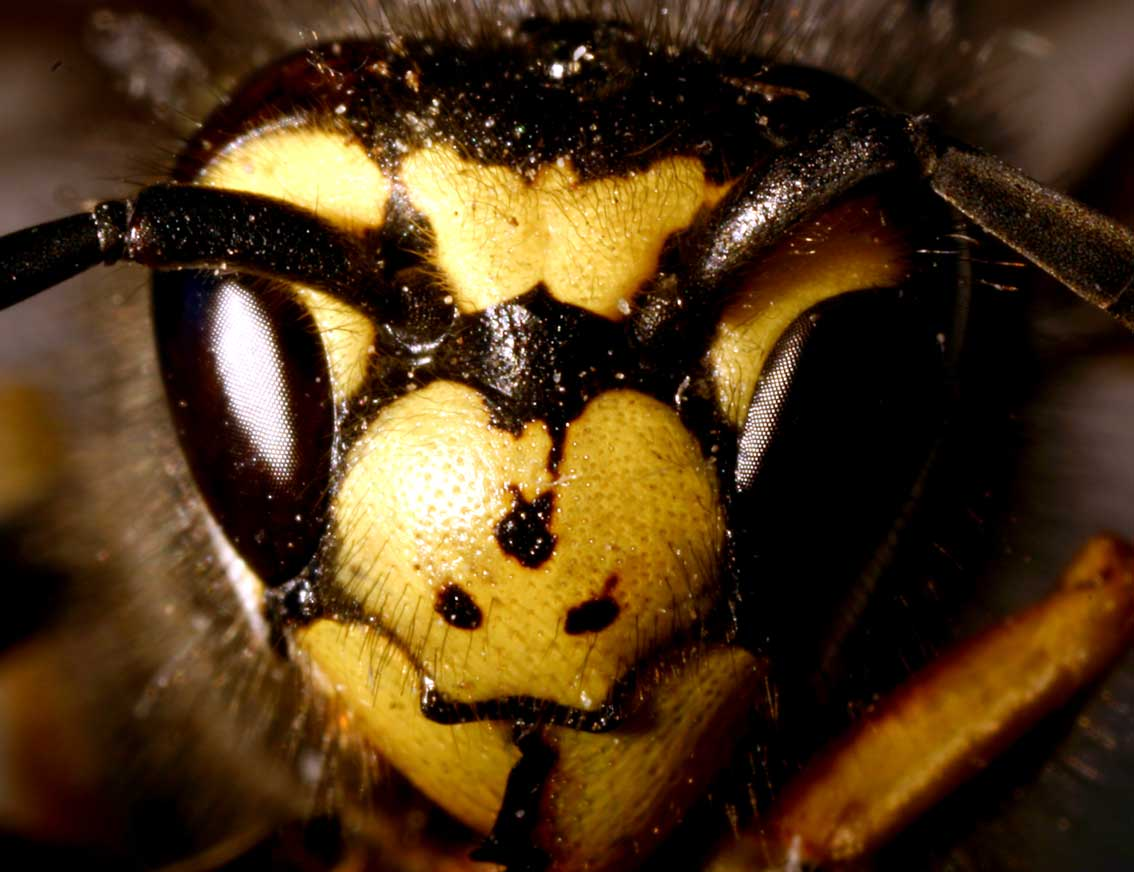
Face avec les trois points caractéristiques.

La guêpe germanique mesure environ treize millimètres de long, et dix-huit pour la reine, et dispose d’une coloration typique, faite d’alternances de bandes noires et jaunes. Elle est assez semblable à la guêpe commune, Vespula vulgaris, mais sur sa face se remarquent trois petits points noirs caractéristiques, et plus rarement un seul, servant de détecteurs. Elle possède également des points noirs sur l'abdomen, indépendants des lignes noires, contrairement à la guêpe commune. Les autres différences sont une taille en moyenne un peu plus grande, les tempes entièrement jaunes, et les bandes latérales jaunes du prothorax élargies vers le bas.
Tout comme Vespula vulgaris, Vespula germanica possède quatre taches sur le thorax.
Autres caractères la discriminant de la guêpe commune, la guêpe germanique possède des tempes entièrement jaunes, de plus, la partie incisive de la mandibule se prolonge de façon courbe vers la troisième dent mandibulaire, chez V. vulgaris, la partie incisive est rectiligne.

## Nids

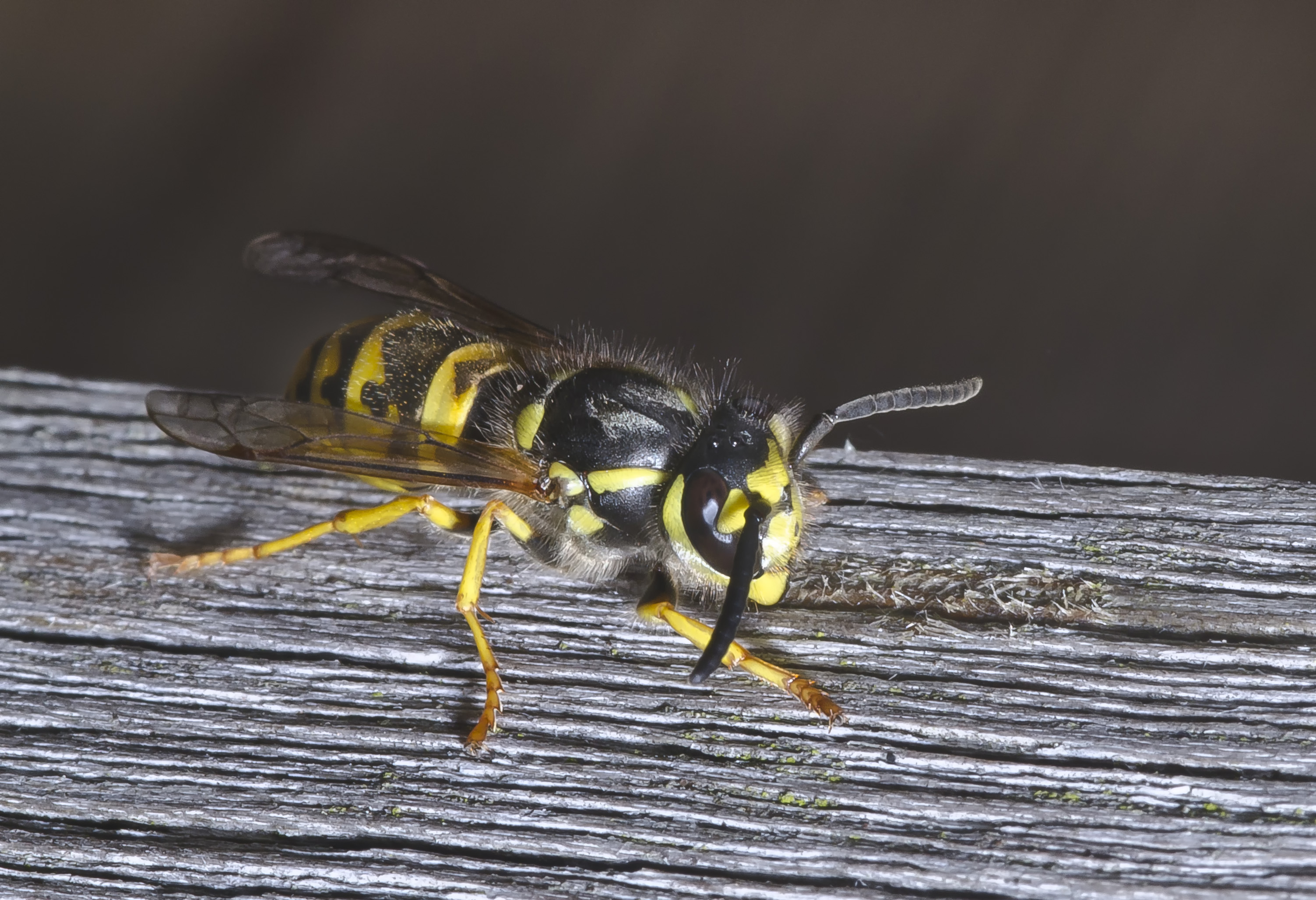
Guêpe germanique prélevant des fibres de bois

Le nid est fait de fibres végétales mâchées et mêlées à de la salive. Le nid peut être édifié dans le sol, dans le haut des arbres ou parfois dans des ouvertures de bâtiments. Le nid est attaché à son environnement par des pétioles. La guêpe sécrète autour du nid une odeur chimique qui a pour but de faire fuir les prédateurs, comme les fourmis.
Une reine femelle solitaire débute au printemps la construction du nid en édifiant vingt à trente cellules pour accueillir sa ponte. Une première cellule est séparée du sol par un pétiole et ensuite la guêpe en ajoute six autres autour de la première, conférant ainsi la forme hexagonale caractéristique des cellules.
Dès que les premières larves deviennent des travailleuses adultes, elles s’occupent de l'entretien du nid et de l’apport en nourriture. Un nid peut ainsi mesurer vingt à trente centimètres et héberger plus de trois mille individus.
Chaque colonie de guêpes possède une seule reine et des travailleuses, stériles. Les colonies ne vivent en général qu’une année, et seule la reine passera l’hiver. Néanmoins dans certains pays au climat doux, comme la Nouvelle-Zélande, environ dix pour cent des colonies arrivent à passer l’hiver. Les nouvelles reines naissent à la fin de l’été et quittent le nid d’origine pour passer l’hiver dans un endroit protégé.
Les guêpes chassent différents insectes comme des chenilles pour nourrir leurs larves, ce qui les rend bénéfiques. Par contre, elles sont également attirées par le sucre des fruits et par la nourriture consommée par les humains, et en particulier par les boissons sucrées. Sa piqûre est désagréable et peut causer des réactions graves chez les personnes allergiques à son venin. Elle est par conséquent crainte, et mal aimée de la population.

## Prédateurs
Les nids sont parfois attaqués par la bondrée apivore, rapace diurne proche de la buse variable, qui creuse le cartonnage du nid dans le but d’atteindre les larves. Le blaireau, de la Famille des Mustélidés, fait de même pour les nids enfouis dans le sol, à l'aide de ses longues griffes allant jusqu'à creuser une excavation de 50 cm de profondeur, si nécessaire. Le guêpier d'Europe, oiseau multicolore de la famille des Meropidae, se nourrit presque essentiellement d'Hyménoptères dont les guêpes et les abeilles. Le Syrphidae, Volucella pellucens, pond ses œufs dans le nid et ses larves se nourrissent de celles des guêpes.

## Statut de nuisible
Tout comme la guêpe commune et deux autres espèces de Polistes, la guêpe germanique est considérée comme un fléau en Nouvelle-Zélande. Elle fut probablement introduite à la fin du XIXe siècle, mais n’apparut en grand nombre que vers 1940… Elle se nourrit en effet des sécrétions sucrées, le Miellat, provenant d'une cochenille locale, Ultracoelostoma assimile, qui vit sur les arbres. Cela a un effet sérieux sur l’écologie de la forêt car il y a moins de nourriture pour les oiseaux natifs de l’île.

## Photographies

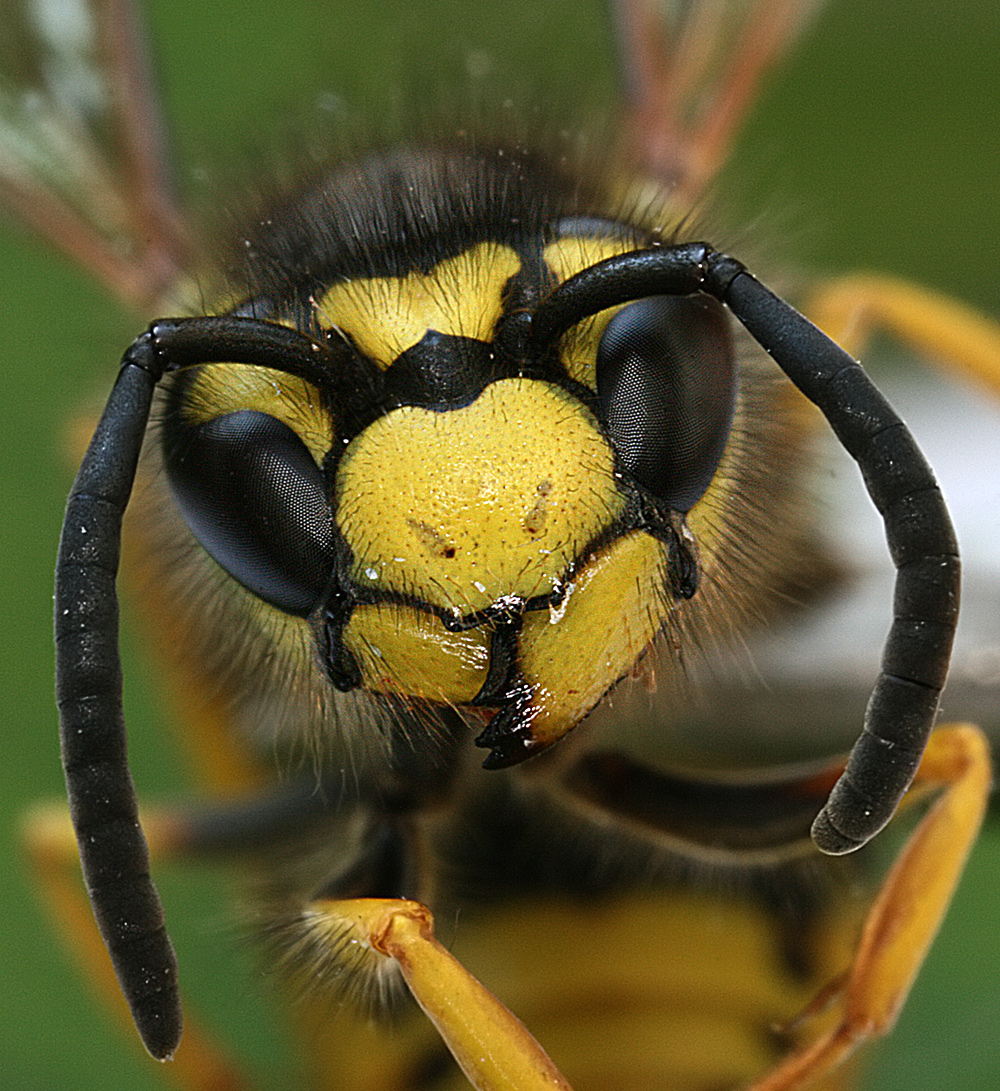
Détail des antennes et de la face atypique (seulement vestiges de deux points noirs)
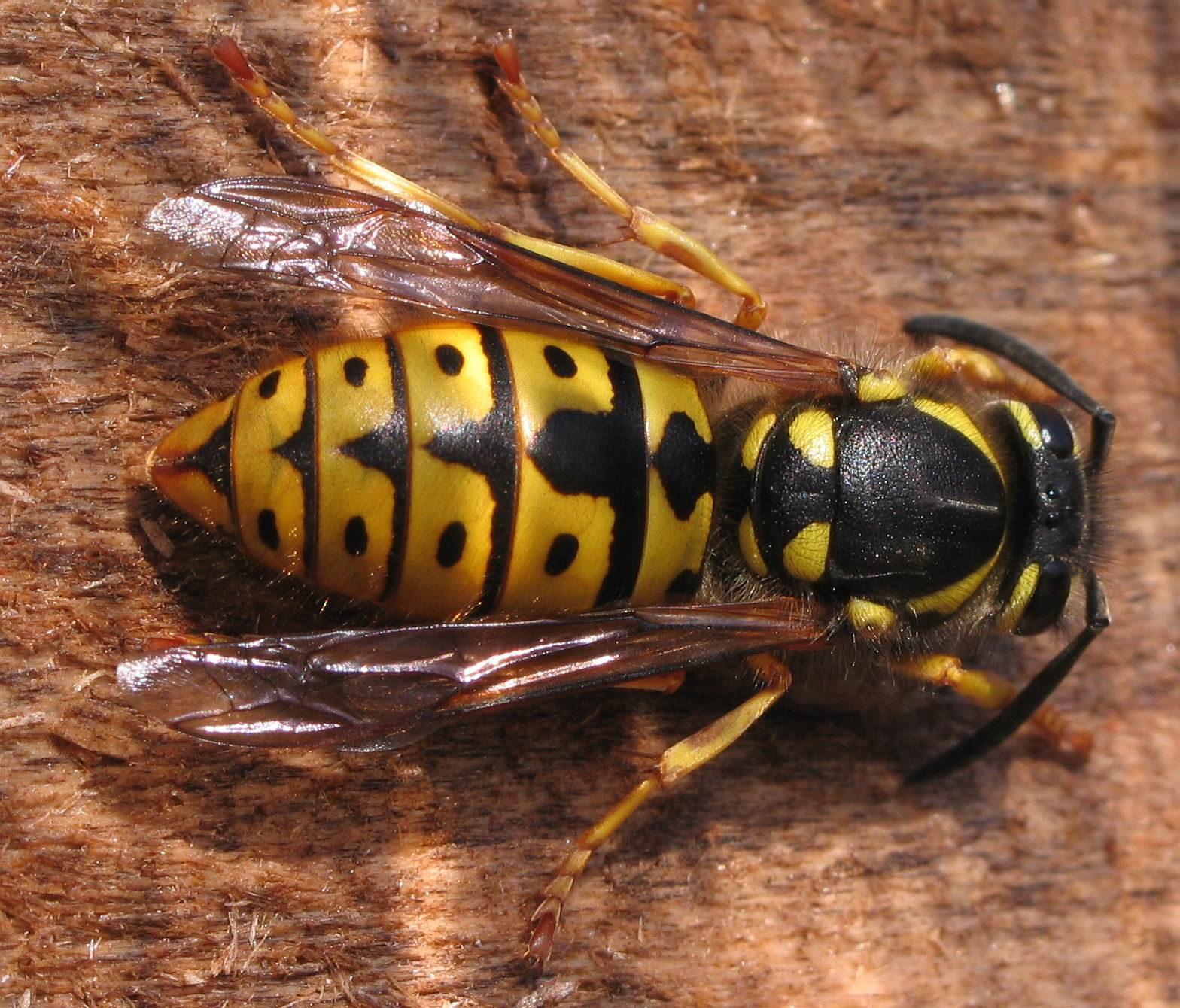
Reine de guêpe germanique
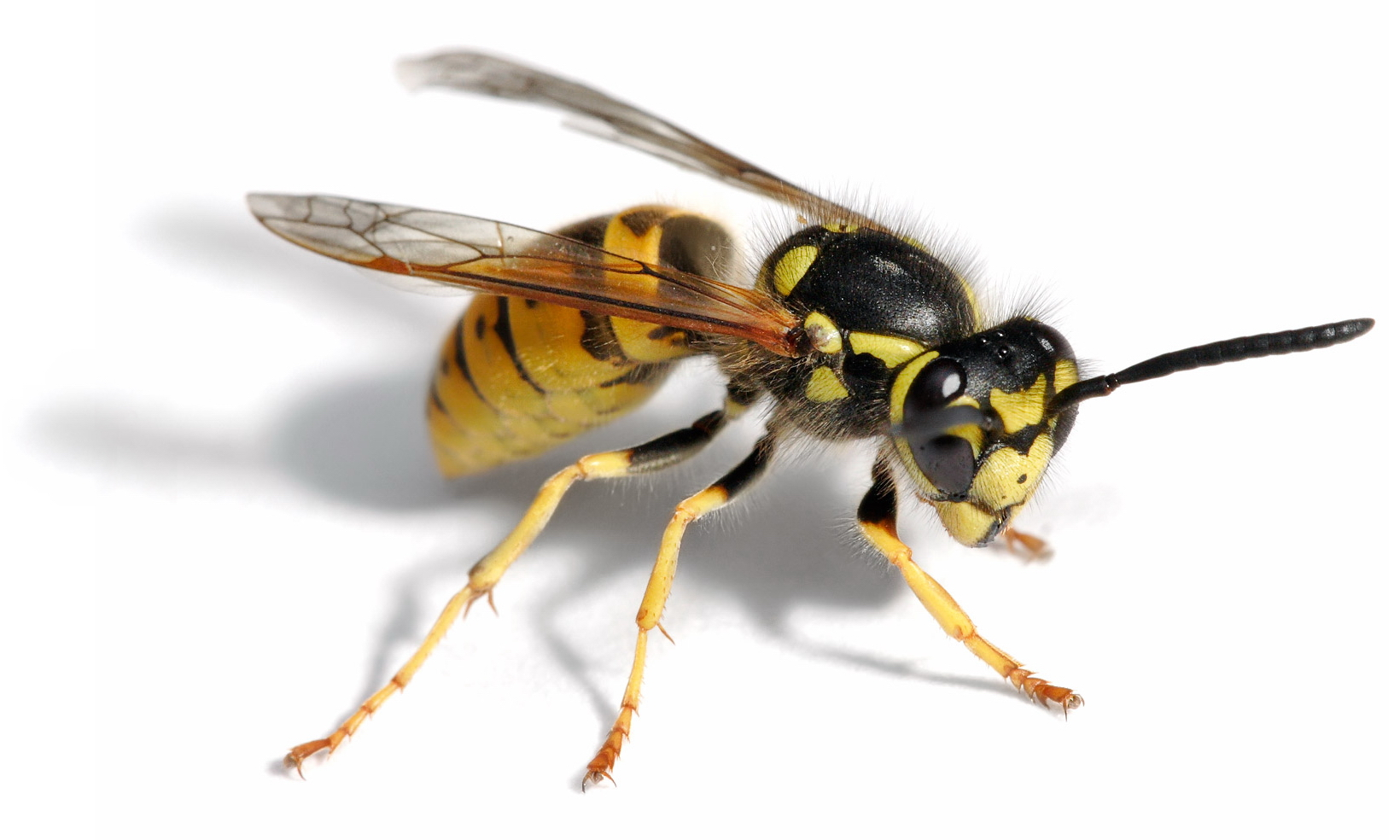
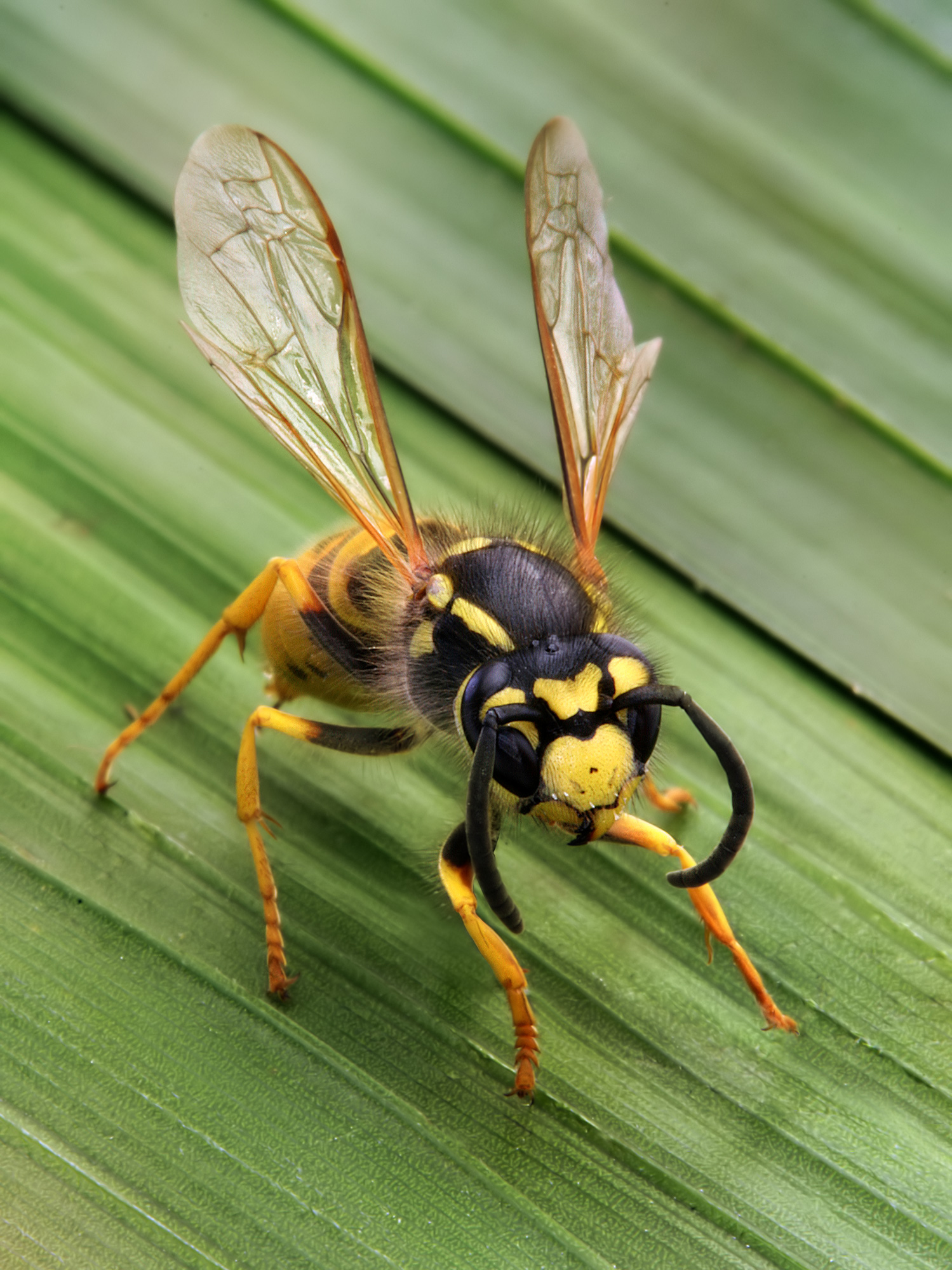
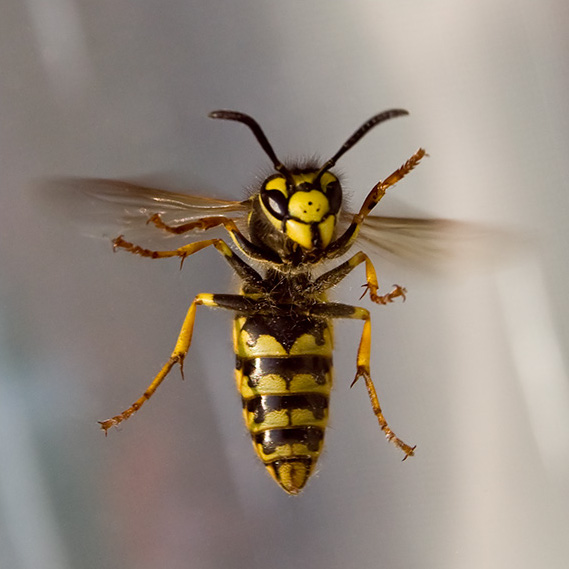
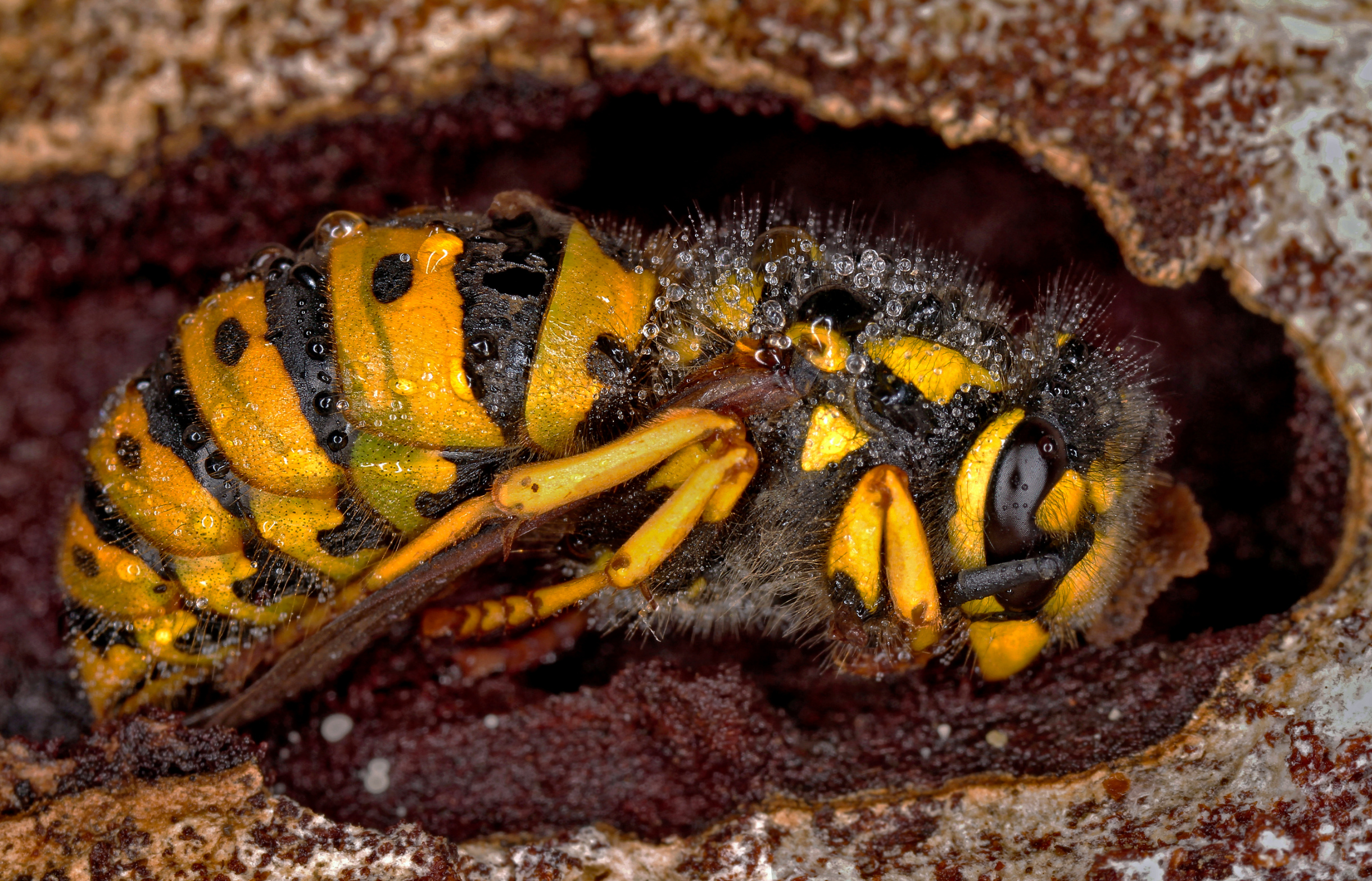
Une guêpe germanique en train d'hiberner, dans un trou creusé dans un arbre tombé. Février 2014.
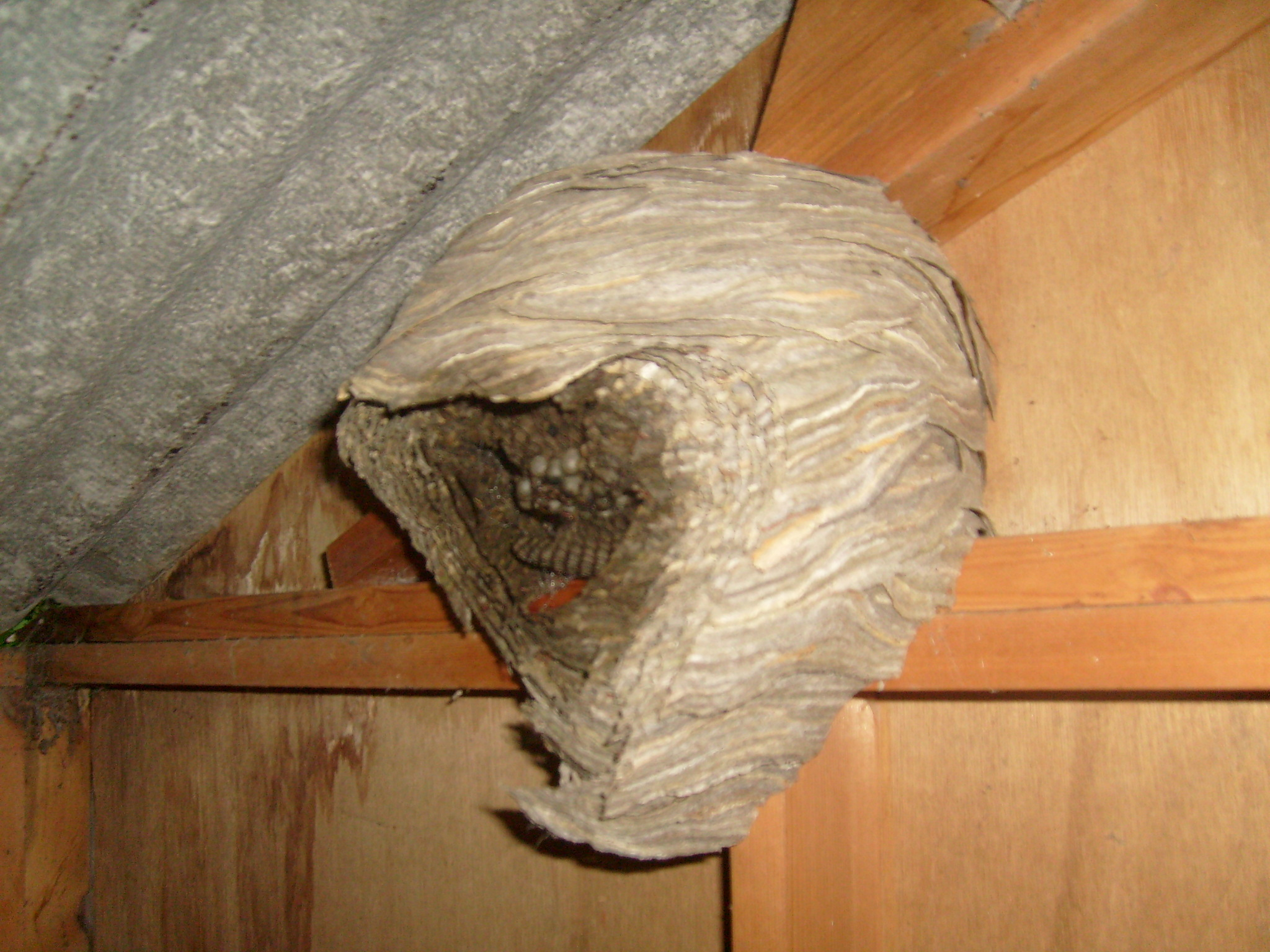
Nid de guêpes